# Texto de identificación personal
Un Texto de Identificación Personal (PIT en inglés y TIP en español) es un código alfanumérico que es usado en ciertos sistemas para obtener acceso a algo, o identificarse. El PIT es un tipo de contraseña más segura y compleja que el PIN, puesto que cualquier PIT que disponga de la posibilidad de ingresar un espectro de unos 45 caracteres (todas las letras, los números y algunos signos como el guion, el subrayado, los paréntesis, etc.) y cuya longitud de la cadena sea de un máximo de 16 da una posibilidad de acierto ínfima.
Sólo la persona dueña del PIT debe saber cuál es, eso es para lo que fue creado, y tiene que ser suficientemente seguro, para que no entre gente no autorizada o use computadoras para descifrar el código.

## Otros casos
En ocasiones el PIT o TIP (según el idioma) no suele ir solo y se acompaña de otra cadena que puede ser un mensaje de correo electrónico o el apodo (nick) de usuario del individuo. Otras veces el PIT suele ser la cadena principal también oculta a otros usuarios mientras que se asocia un PIN al PIT.
Según el software de gestíon y el nivel de seguridad se aplican combinaciones de mayor o menor complejidad así como la longitud de estas cadenas..